# Maja Poljak

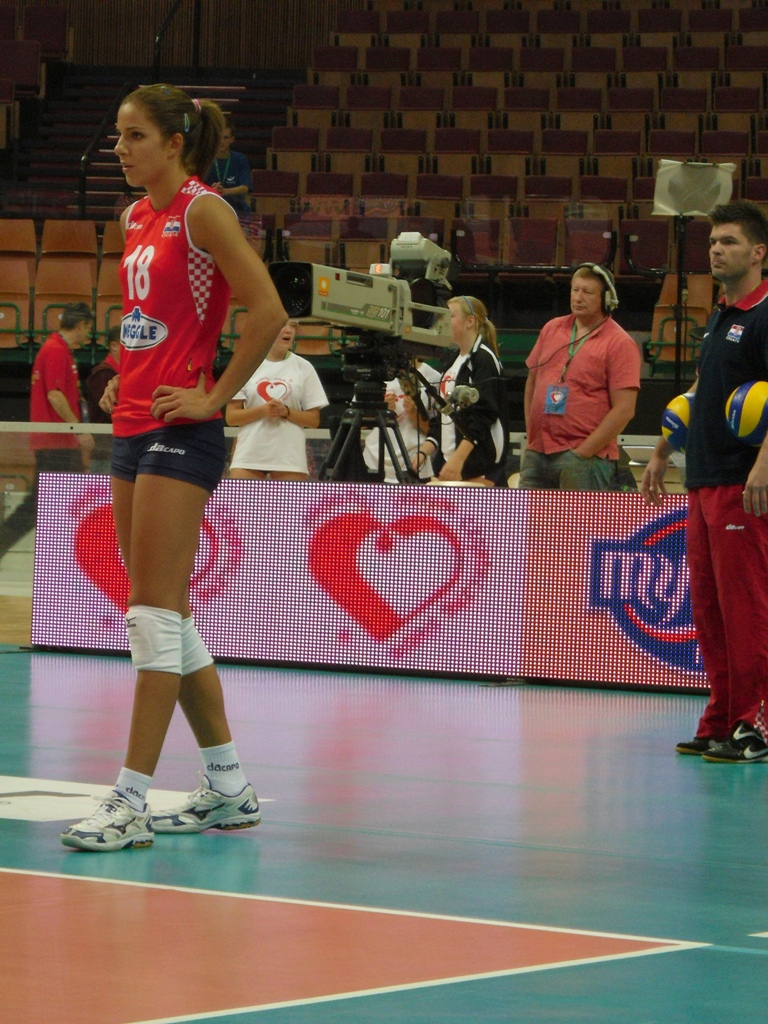
Maja Poljak reprezentantką Chorwacji

Maja Poljak (ur. 2 maja 1983 w Splicie) – chorwacka siatkarka, reprezentantka kraju, grała na pozycji środkowej.
W 1999 została powołana do narodowej kadry Chorwacji i mając zaledwie 16 lat zdobyła z drużyną wicemistrzostwo Europy. Ojcem Mai jest Jerko Poljak, były koszykarz.
Po zakończeniu kariery siatkarskiej w 2017 roku objęła stanowisko w dziale organizacji rozgrywek europejskiej konfederacji CEV.

## Sukcesy klubowe
Puchar CEV:
- 2001, 2004

Superpuchar Włoch:
- 2001, 2004

Mistrzostwo Włoch:
- 2004, 2006
- 2005
- 2008

Liga Mistrzyń:
- 2005, 2007, 2011, 2015

Puchar Włoch:
- 2006, 2008

Mistrzostwo Turcji:
- 2012
- 2010, 2011, 2013
- 2009, 2014, 2015, 2016

Superpuchar Turcji:
- 2011, 2012

Puchar Turcji:
- 2012

Klubowe Mistrzostwa Świata:
- 2015

Mistrzostwo Rosji:
- 2017

## Sukcesy reprezentacyjne
Mistrzostwa Europy:
- 1999

Igrzyska Śródziemnomorskie:
- 2009

## Indywidualne nagrody
- 2005 – Najlepsza blokująca Final Four Ligi Mistrzyń
- 2009 – Najlepsza atakująca fazy grupowej Ligi Mistrzyń[2]
- 2010 – Najlepsza blokująca II Memoriału Agaty Mróz-Olszewskiej
- 2011 – Najlepsza blokująca Final Four Ligi Mistrzyń
- 2011 – Najlepsza blokująca Ligi tureckiej
- 2011 – Najlepsza blokująca III Memoriału Agaty Mróz-Olszewskiej
- 2015 – Najlepsza środkowa Final Four Ligi Mistrzyń
- 2015 – Najlepsza środkowa Klubowych Mistrzostw Świata
- 2017 – Najlepsza środkowa Klubowych Mistrzostw Świata